# Данська кіноакадемія
Данська кіноакадемія (дан. Danmarks Film Akademi) — професійна організація, заснована кінематографістами Данії в 1982 році. Діяльність академії спрямована на сприяння кіненематографу як самостійного виду мистецтва. Членами організації є переважно особи, які постійно працюють у сфері кіновиробництва.
Найбільшим щорічним заходом Академії є церемонія нагородження кінопремією «Роберт» (з 1986 року).